# Monsó

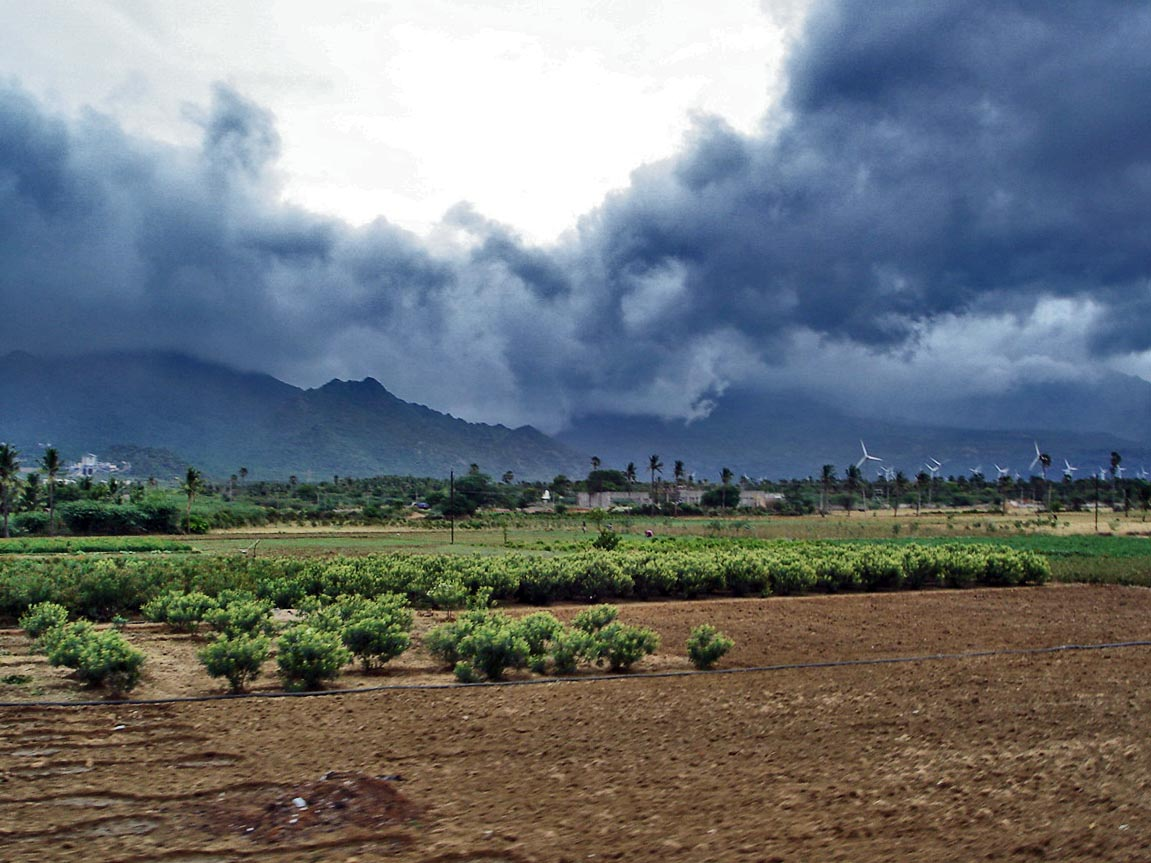
Avanç de núvols de monsó i ruixats a Aralvaimozhi, a prop de Nagercoil, Índia

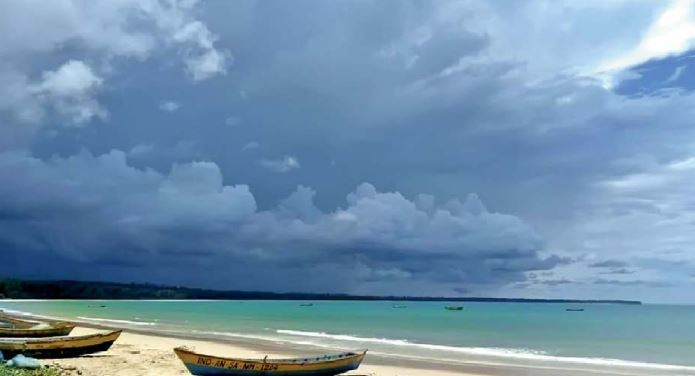
Núvols de monsó arribant a Port Blair, Andaman, Índia

El monsó és tradicionalment un vent d'inversió estacional acompanyat dels canvis corresponents en la precipitació, però actualment s'utilitza per descriure els canvis estacionals en la circulació atmosfèrica i les precipitacions associades a l'oscil·lació latitudinal anual de la zona de convergència intertropical entre els seus límits al nord i al sud de l'equador. Normalment, el terme monsó s'utilitza per referir-se a la fase plujosa d'un patró de canvi estacional, tot i que tècnicament també hi ha una fase seca. El terme també s'utilitza de vegades per descriure pluges localment intenses però de curta durada.
En meteorologia s'anomena monsó solament al flux estiuenc de l'oest que és producte de la desviació de l'alisi en travessar l'Equador. La paraula també s'utilitza per anomenar l'estació en la qual el vent bufa del sud-oest de l'Índia i territoris adjacents i que es caracteritza per pluges intenses, especialment les pluges que estan associades amb aquest vent. El monsó del sud-oest que arrenca a la costa de Kerala, a l'Índia, comença generalment a la primera quinzena de juny. El monsó del nord-est a Tamil Nadu comença habitualment a l'octubre. Aquests vents bufen des del sud-oest durant la meitat de l'any i del nord-est durant l'altra meitat. Per tant, hi ha canvis estacionals que s'observen clarament com vents del nord-est que prevalen durant l'hivern en el subcontinent de l'Índia i del sud-oest a l'estiu.
L'explicació d'aquest sistema segons la teoria de Flohn (1951) és considerar que el canvi periòdic dels vents monsònics, de superfície i d'altitud, resulta de la translació periòdica de les zones planetàries de circulació atmosfèrica, relacionada amb la marxa aparent del Sol en el seu zenit.

## Etimologia
El nom deriva de la paraula àrab mawsim, que significa estació. El terme es va utilitzar per primera vegada en anglès a l'Índia britànica i als països veïns per referir-se als grans vents estacionals que bufaven des del golf de Bengala i la mar d'Aràbia al sud-oest i portaven fortes precipitacions a la zona.

## Impacte
L'impacte del monsó sobre el clima local és diferent segons els llocs. En alguns llocs les pluges varien poc. En altres llocs, en canvi, zones semi-desèrtiques es converteixen en prats verds i vius on poden florir tot tipus de plantes i cultius.
El monsó indi converteix grans parts semi-desèrtiques de l'Índia en terres verdes, com es pot observar a les fotografies fetes l'any 2010 només amb 3 mesos de diferència als Ghats Occidentals. En llocs com aquest és fonamental que els agricultors triïn el moment adequat per plantar les llavors, ja que és fonamental utilitzar tota la pluja disponible per al cultiu.
El monsó d'estiu origina pluges de diferent intensitat segons la ubicació geogràfica de les localitats, mentre que el monsó d'hivern és molt sec.
El règim del monsó amb les seves diferències en el moment d'aparèixer i en intensitat afecta especialment l'Àsia tropical i és molt característic del subcontinent indi.
Els monsons tropicals són els principals causants d'inundacions; això els converteix en un dels fenòmens naturals més importants com a causants de morts humanes (un terç, com els huracans). A Bangladesh el monsó de l'estiu del 1988 provocà 3.000 morts, a causa de l'alta densitat de població concentrada en un espai fàcilment inundable i sense recursos tècnics per fer-hi front.

## Procés
Els monsons eren considerats fa temps com una brisa marina a gran escala causada per una temperatura més alta a la terra que a l'oceà. Ara ja no és així, i el monsó es considera un fenomen a escala planetària que implica la migració anual de la zona de convergència intertropical (ZCIT) entre els seus límits nord i sud. Els límits de la ZCIT varien segons el contrast d'escalfament de la terra i el mar i es creu que l'extensió nord del monsó al sud d'Àsia està influenciada per l'altiplà tibetà. Aquests desequilibris de temperatura es produeixen perquè els oceans i la terra absorbeixen la calor de manera diferent. Als oceans, la temperatura de l'aire es manté relativament estable per dos motius: l'aigua té una capacitat calorífica relativament alta (3.9 a 4.2 J g−1 K−1), i perquè tant la conducció com la convecció equilibraran una superfície freda o calenta amb aigües més profundes (fins a 50 metres). En canvi, la terra, la sorra i les roques tenen capacitats de calor inferiors (0.19 a 0.35 J g−1 K−1), i només poden transmetre calor a la terra per conducció i no per convecció. Per tant, els cossos d'aigua es mantenen a una temperatura més uniforme, mentre que la temperatura del terreny és més variable.
Durant els mesos més càlids, el sol escalfa les superfícies de la terra i dels oceans, però la temperatura de la terra augmenta més ràpidament. A mesura que la superfície del terreny es fa més càlida, l'aire que hi ha sobre s'expandeix i es desenvolupa una zona de baixa pressió. Mentrestant, l'oceà es manté a una temperatura més baixa que la terra i l'aire que hi ha a sobre manté una pressió més alta. Aquesta diferència de pressió fa que les brises marines bufin des de l'oceà fins a la terra i portin aire humit a l'interior. Aquest aire humit s'eleva a una altitud més alta sobre el sòl i després torna a fluir cap a l'oceà (completant així el cicle). No obstant això, quan l'aire puja i encara està sobre la terra, es refreda. Això disminueix la capacitat de l'aire per retenir l'aigua i provoca precipitacions sobre la terra. És per això que els monsons d'estiu provoquen tantes pluges sobre la terra.
En els mesos més freds, el cicle s'inverteix. Llavors, la terra es refreda més ràpidament que els oceans i l'aire sobre la terra té una pressió més alta que l'aire sobre l'oceà. Això fa que l'aire sobre la terra flueixi cap a l'oceà. Quan l'aire humit s'eleva sobre l'oceà, es refreda i això provoca precipitacions sobre els oceans (l'aire fresc flueix cap a la terra per completar el cicle.)
La majoria dels monsons d'estiu tenen un component dominant a l'oest i una forta tendència a ascendir i produir abundants quantitats de pluja, a causa de la condensació del vapor d'aigua a l'aire ascendent. La intensitat i la durada, però, no són uniformes d'un any a un altre. Per contra, els monsons d'hivern tenen un component dominant a l'est i una forta tendència a divergir, disminuir i provocar sequera.
Precipitacions similars es produeixen quan l'aire humit de l'oceà s'eleva muntanyes amunt, per l'escalfament de la superfície, la convergència a la superfície, la divergència a l'altura, o dels fluxos de sortida produïts per les tempestes a la superfície. Tot i que es produeix l'elevació, l'aire es refreda a causa de l'expansió a una pressió més baixa i això produeix condensació.
Les emissions d'aerosols de sulfats provocades per l'home han provocar una reducció de l'activitat del monsó estiuenc asiàtic (SASM) en la segona meitat del segle xx, però es preveu durant el segle XXI s'intensificarà per l'augment de les emissions de diòxid de carboni i la disminució de la càrrega d'aerosols.

## Els monsons

### Àfrica
El monsó de l'Àfrica subsahariana occidental és el resultat dels canvis estacionals de la Zona de convergència intertropical (ITCZ) i de les grans diferències estacionals de temperatura i humitat entre el Sàhara i l'oceà Atlàntic equatorial. La ITCZ migra cap al nord des de l'Atlàntic equatorial al febrer, arriba a l'Àfrica occidental el 22 de juny o propera, i després torna cap al sud a l'octubre. Els vents alisis secs i nord-orientals, i la seva forma més extrema, l'harmattan, s'interrompen pel desplaçament del nord de la ITCZ i els vents resultants del sud que porten pluja durant l'estiu. El Sahel i el Sudan semiàrid depenen d'aquest patró durant la major part de les precipitacions.

### Amèrica
El monsó nord-americà es produeix des de finals de juny o principis de juliol fins a setembre, originant-se a Mèxic i estenent-se al sud-oest dels Estats Units a mitjans de juliol. Afecta a Mèxic al llarg de la Sierra Madre Occidental, així com a Arizona, Nou Mèxic, Nevada, Utah, Colorado, West Texas i Califòrnia. Impulsa fins a l'oest fins a les serres peninsulars i transversals del sud de Califòrnia, però poques vegades arriba a la franja costanera (una paret de tempestes del desert a només mitja hora en cotxe és una visió habitual de l'estiu des dels cels assolellats de la costa durant el monsó). El monsó nord-americà és conegut per molts com el monsó d'estiu, sud-oest, mexicà o Arizona. De vegades també se l'anomena monsó del desert, ja que una gran part de la zona afectada són el desert de Mojave i el desert de Sonora. No obstant això, es pot discutir si els patrons meteorològics nord-americans i sud-americans amb una inversió incompleta del vent haurien de comptar-se com a veritables monsons.

### Àsia

#### Monsons del sud d'Àsia
El monsó del sud d'Àsia afecta el subcontinent indi, on és un dels fenòmens meteorològics més antics i esperats i un patró econòmicament important cada any de juny a setembre, però és notòriament difícil de predir. Les característiques geogràfiques úniques del subcontinent indi, juntament amb els factors atmosfèrics, oceànics i geofísics associats, influeixen en el comportament del monsó. A causa del seu efecte en l'agricultura, en la flora i la fauna i en els climes de nacions com Bangladesh, Bhutan, l'Índia, Nepal, Pakistan i Sri Lanka, entre altres efectes econòmics, socials i ambientals, el monsó és un dels els fenòmens meteorològics més esperats, rastrejats, i estudiats a la regió. Té un efecte significatiu sobre el benestar general dels residents.

#### Monsons del sud-oest d'Àsia
Els monsons d'estiu del sud-oest es produeixen de juliol a setembre. El desert del Thar i les zones properes del nord i centre de l'Índia s'escalfen considerablement durant els calorosos estius. Això provoca una zona de baixa pressió sobre el subcontinent nord i centre de l'Índia. Per omplir aquest buit, els vents carregats d'humitat de l'oceà Índic es precipiten cap al subcontinent. Aquests vents, rics en humitat, s'atrauen cap a l'Himàlaia que actua com una paret alta, bloquejant el pas dels vents a l'Àsia central i obligant-los a pujar. A mesura que els núvols augmenten, la seva temperatura baixa i es produeixen precipitacions. Algunes zones del subcontinent reben fins a 10.000 mm de pluja anualment. La diferència extrema és molt evident entre l'estació humida i la seca al bosc tropical estacional. La imatge de l'esquerra es pren al parc natural de Bhawal al centre de Bangladesh durant l'estació seca, i la dreta a la temporada del monsó humit. En general, s'espera que el monsó sud-oest comenci a principis de juny i s'esvaeixi a finals de setembre. Els vents carregats d'humitat en arribar al punt més meridional de la península de l'Índia, a causa de la seva topografia, es divideixen en dues parts: la branca del mar d'Aràbia i la branca de la badia de Bengala.

#### Monsons de l'Àsia Oriental
El monsó de l'Àsia Oriental afecta grans parts d'Indoxina, Filipines, Xina, Taiwan, Corea i Japó. Es caracteritza per un monsó d'estiu càlid i plujós i un monsó d'hivern fred i sec. La pluja es produeix en un cinturó concentrat que s'estén est-oest excepte a l'est de la Xina, on s'inclina est-nord-est sobre Corea i Japó. Les pluges estacionals es coneixen com a Meiyu a la Xina, Jangma a Corea i Bai-u al Japó, amb les dues últimes semblants a la pluja frontal.
L'inici del monsó estival està marcat per un període de pluges premonsonals al sud de la Xina i Taiwan a principis de maig. De maig a agost, el monsó estival passa per una sèrie de fases seques i plujoses a mesura que el cinturó de pluja es mou cap al nord, començant per Indoxina i el mar de la Xina Meridional (maig), fins a la conca del riu Yangtze i el Japó (juny) i, finalment, cap al nord Xina i Corea (juliol). Quan el monsó acaba a l'agost, el cinturó de pluja es torna al sud de la Xina.

#### Monsons del nord-est d'Àsia
Cap al setembre, amb el sol retirant-se cap al sud, la massa del nord del subcontinent indi comença a refrescar-se ràpidament i la pressió de l'aire comença a augmentar sobre el nord de l'Índia. L'Oceà Índic i la seva atmosfera circumdant encara mantenen la seva calor, provocant un vent fred que arrossega des de l'Himàlaia i la plana indo-gangètica cap als vasts trams de l'oceà Índic al sud de la península del Deccan. Això es coneix com a monsó del nord-est o monsó en retirada.
Mentre viatja cap a l'oceà Índic, el vent fred i sec agafa humitat del Golf de Bengala i l'aboca sobre l'Índia peninsular i parts de Sri Lanka. Ciutats com Chennai, que reben menys pluges del monsó del sud-oest, en reben pluja. Al voltant del 50% al 60% de la pluja que rep l'estat de Tamil Nadu prové del monsó del nord-est. Al sud d'Àsia, els monsons del nord-est tenen lloc d'octubre a desembre, quan el sistema d'alta pressió superficial és més fort. El corrent de raig d'aquesta regió es divideix en el raig subtropical sud i el raig polar. El flux subtropical dirigeix els vents del nord-est a bufar a través del sud d'Àsia, creant corrents d'aire sec que produeixen un cel clar sobre l'Índia. Mentrestant, es desenvolupa un sistema de baixa pressió conegut com a abeurador de monsons al sud-est asiàtic i Australasia i els vents es dirigeixen cap a Austràlia.